# Străşeni (condado)
Străşeni é um condado (ou distrito) da Moldávia. Sua capital é a cidade de Străşeni.